# With Teeth
| Оценки критиков      | Оценки критиков |
| Источник             | Оценка          |
| -------------------- | --------------- |
| Allmusic             | [ 1 ]           |
| The A.V. Club        | (B)             |
| Robert Christgau     | [ 3 ]           |
| Entertainment Weekly | B+              |
| NME                  | [ 5 ]           |
| Pitchfork Media      | (6.5/10)        |
| PopMatters           | (4/10)          |
| Rolling Stone        | [ 8 ]           |
| Stylus Magazine      | (A-)            |
| USA Today            | [ 10 ]          |

With Teeth  (стилизованно как [WITH_TEETH])— четвёртый полноформатный студийный альбом американской индастриал-рок-группы Nine Inch Nails, вышедший 3 мая 2005 года. With Teeth — это девятнадцатый официальный релиз Nine Inch Nails (halo 19) и пятый из основных релизов группы.
Помимо основной было выпущено ещё четыре версии альбома: DVD-A версия (DVD-сторона включает оригинальную версию альбома, прошедшую ремастеринг и микшированная под 5.1. для стандартных и DVD-A-плееров, видео The Hand That Feeds и дискографию), которая выпускалась только в США, на двух виниловых пластинках, европейский релиз (содержит бонус-трек «Home»), японский релиз (содержит бонус-треки «Home» и «Right Where It Belongs Ver.2»).

## Предыстория создания
Nine Inch Nails получили всеобщее внимание своим влиятельным вторым альбомом The Downward Spiral, а также широко транслируемым живым выступлением на Woodstock '94, ставшим одним из самых популярных музыкальных выступлений 1990-х годов. Трент Резнор появился в списке самых влиятельных людей года по версии журнала Time в 1997 году, а журнал Spin назвал его «самым важным артистом в музыке». Однако его музыкальная деятельность была нерегулярной, с 1989 по 2005 год было выпущено всего три студийных альбома, между которыми в среднем проходило пять лет. За это время Резнор всё больше стал налегать на  алкоголь и наркотики, что привело к депрессии и творческому кризису.
Двойной альбом The Fragile 1999 года был встречен в целом положительными отзывами музыкальных критиков и в итоге разошелся тиражом в 898 000 копий. Однако он не смог добиться успеха своего предшественника и упал с вершины чартов Billboard всего через неделю. Впоследствии единственным оригинальным материалом Nine Inch Nails, выпущенным до 2005 года, был альбом ремиксов 2000 года Things Falling Apart, а также альбом ремиксов 2001 года Still и сингл 2001 года «Deep» из саундтрека к фильму «Лара Крофт: Расхитительница гробниц». Резнор так высказался журналу Spin в 2005 году: «Я собирался просто напиться или накачать себя наркотиками. Я вернулся в Новый Орлеан после тура Fragile, и я в значительной степени потерял себя».

## Список композиций
Слова и музыка всех песен — Трент Резнор.
| №   | Название                        | Длительность |
| --- | ------------------------------- | ------------ |
| 1.  | «All the Love in the World»     | 5:15         |
| 2.  | «You Know What You Are?»        | 3:42         |
| 3.  | «The Collector»                 | 3:08         |
| 4.  | «The Hand That Feeds»           | 3:32         |
| 5.  | «Love Is Not Enough»            | 3:41         |
| 6.  | «Every Day Is Exactly the Same» | 4:55         |
| 7.  | «With Teeth»                    | 5:38         |
| 8.  | «Only»                          | 4:23         |
| 9.  | «Getting Smaller»               | 3:35         |
| 10. | «Sunspots»                      | 4:03         |
| 11. | «The Line Begins to Blur»       | 3:44         |
| 12. | «Beside You in Time»            | 5:25         |
| 13. | «Right Where It Belongs»        | 5:04         |

| №   | Название                                                             | Длительность |
| --- | -------------------------------------------------------------------- | ------------ |
| 14. | «Home» (все издания за пределами США)                                | 3:14         |
| 15. | «Right Where It Belongs (Version 2)» (Британское и японское издания) | 5:04         |
| 16. | «The Hand That Feeds (Ruff Mix)» (Японское издание)                  | 3:58         |

## Чарты
| Чарт                  | Высшая позиция |
| --------------------- | -------------- |
| Billboard 200         | 1              |
| Top Internet Albums   | 1              |
| Австралия             | 10             |
| Austrian Albums Chart | 4              |
| Канада                | 2              |
| Финляндия             | 9              |
| Германия              | 9              |
| Ирландия              | 7              |
| Великобритания        | 3              |

| Песня                           | Высшая позиция в чарте | Высшая позиция в чарте | Высшая позиция в чарте | Высшая позиция в чарте | Высшая позиция в чарте | Высшая позиция в чарте | Высшая позиция в чарте | Высшая позиция в чарте | Высшая позиция в чарте | Высшая позиция в чарте |
| Песня                           | US                     | US 100                 | US Mod                 | US Main                | US Dig                 | CAN                    | FIN                    | UK                     | IR                     | CH                     |
| ------------------------------- | ---------------------- | ---------------------- | ---------------------- | ---------------------- | ---------------------- | ---------------------- | ---------------------- | ---------------------- | ---------------------- | ---------------------- |
| «The Hand That Feeds»           | 31                     | 31                     | 1                      | 2                      | 10                     | 1                      | 15                     | 7                      | 28                     | 67                     |
| «Only»                          | 90                     | —                      | 1                      | 22                     | —                      | 23                     | —                      | 12                     | —                      | 87                     |
| «Every Day Is Exactly the Same» | 56                     | 48                     | 1                      | 12                     | —                      | 1                      | —                      | —                      | —                      | —                      |
| «—» не занимал место в чарте.   |                        |                        |                        |                        |                        |                        |                        |                        |                        |                        |

| Страна         | Сертификация |
| -------------- | ------------ |
| США            | Золотой      |
| Канада         | Платиновый   |
| Великобритания | Золотой      |